# Dielsiocharis bactriana
Dielsiocharis bactriana là một loài thực vật có hoa trong họ Cải. Loài này được (Ovcz. & Junussov) Al-Shehbaz & Junussov mô tả khoa học đầu tiên năm 2003.